# Чешма
Вижте пояснителната страница за други значения на Чешма.
Чешма се нарича цялостната система за прихващане (каптаж) и пренасяне на питейна вода и постройката, създадена за по-лесен достъп до водата. От 20 век думата започва да се използва предимно за означаване само на водопроводен кран.

## История
В миналото, а и днес в много райони, водата е рядък, ценен и труднодостъпен ресурс. Преди изграждането на водопроводни системи в населените места хората ползват вода от извори, реки и кладенци.
Чешмите са малки постройки, където водата от извора е пренесена до населеното място, по-лесно достъпна, по-удобна за наливане в съдове за пренасяне.
Чешми са изграждани както в населените места (често на края на селото), така и в манастири, на големи пътища и кръстопътища, където минават много хора.

## Символика и фолклор
По фасадите на повечето от старите чешми в България се срещат следните символи: Соломонов печат (хексаграм или хексагон), розета, свастика или свастикова розета, декоративни природни детайли, флорални мотиви и др., които нерядко са обединени в композиция.
Пример за природна композиция със символно значение може да бъде открит на декоративния каменен корниз на Моравеновата чешма в Копривщица, на който е изобразен гълъб (Свети Дух) и змия, гонеща жаба – специфичен начин да се покаже пречистването на водите от нечистите сили. В случая змията се явява като покровител на извора.